# Drew Carey

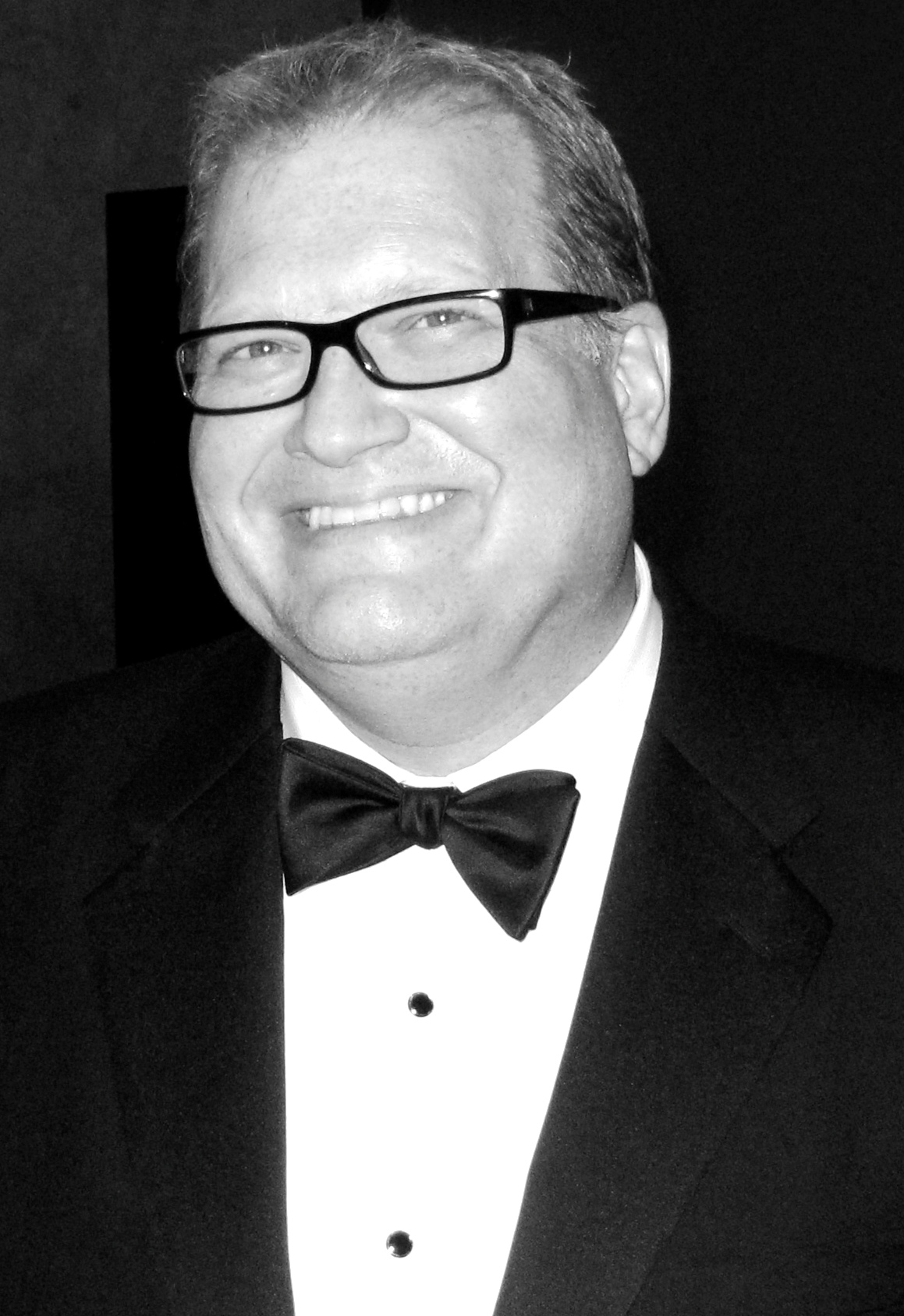
Drew Carey

Drew Carey (nascido Drew Allison Carey em 23 de maio de 1958, em Cleveland, Ohio) é um ator, comediante, apresentador de TV, e fotógrafo esportivo norte-americano. Após servir o Corpo de Fuzileiros Navais dos Estados Unidos, iniciou sua carreira artística e tornou-se conhecido como comediante de stand-up. Tornou-se popular com a criação de sua própria sitcom, The Drew Carey Show (exibido, originalmente, pela rede ABC; no Brasil, foi exibida pelo canal pago Warner Channel), e como apresentador do programa de comédia improvisada Whose Line Is It Anyway? (exibido originalmente pela rede ABC; no Brasil, pelo canal pago Sony Entertainment Television).
Carey trabalhou em filmes, séries, vídeos musicais e é o atual apresentador do programa The Price Is Right, exibido pela rede CBS. Também apresentou o programa Drew Carey's Improv-A-Ganza, que durou somente uma temporada e foi exibido pela canal pago norte-americano GSN. Ele se interessa por jogos esportivos, já tendo trabalhado como fotógrafo esportivo para a Seleção de Futebol dos Estados Unidos, é acionista minoritário do clube de futebol Seattle Sounders Football Club e é membro da calçada da fama da WWE. Em 1997, Carey escreveu sua autobiografia, "Dirty Jokes and Beer: Stories of the Unrefined", detalhando sua infância e sua carreira televisiva.

## Infância e adolescência
Carey é o caçula de três irmãos, filhos de Lewis and Beulah Carey, e cresceu em Ohio. Aos oito anos de idade, perdeu seu pai, que morreu devido a um tumor no cérebro. Em sua autobiografia, Carey diz ter nascido com seis dedos no pé direito e conta que tocava corneta e trompete na bandinha da escola James Ford Rhodes High School, onde se formou em 1975.
Continuou seus estudos na KSU - Kent State University - de onde foi expulso duas vezes por causa de suas notas baixas. Após deixar a universidade, em 1980, Carey alistou-se ao Corpo de Fuzileiros Navais dos Estados Unidos, onde serviu por seis anos. Em 1982, morou em Las Vegas durante alguns anos, e trabalhou brevemente como caixa em um banco e como garçom numa das unidades do restaurante Denny's.

## Carreira televisiva
Em 1985, encorajado pela sugestão do amigo e radialista David Lawrence (para quem Carey trabalhava, escrevendo piadas para o programa de rádio de Lawrence, em Cleveland) em ir procurar livros que ensinavam a escrever piadas, Carey iniciou sua carreira como comediante de stand-up. Após vencer um concurso no ano seguinte, Carey passou a se dedicar a essa carreira. em 1991, apareceu no programa The Tonight Show Starring Johnny Carson. Sua performance impressionou o apresentador, que o convidou a se sentar no sofá perto de sua mesa - fato consideraro uma honra rara para os comediantes. No mesmo ano, Carey apareceu pela primeira vez no Late Night with David Letterman.
Carey começou sua carreira na TV fazendo aparições em pequenos papéis em programas de TV e em filmes. Nesse período, conheceu o roteirista Bruce Helford com quem criou e desenvolveu a sitcom The Drew Carey Show. A série estreou em 13 de setembro de 1995 e durou 9 temporadas; o enredo focava numa versão fictícia de Carey e de seus amigos de infância, interpretados por Ryan Stiles (Lewis Kiniski), Diedrich Bader (Oswald Lee Harvey) e Christa Miller (Kate O'Brien). A versão fictícia de Carey era um homem comum (Carey), que trabalhava numa loja de departamentos e tinha de lidar com inimigos no serviço (Mimi Bobeck, interpretada por Kathy Kinney) e chefes abusivos (Craig Ferguson interpretou o mais popular deles, Nigel Wick, entre a segunda e a oitava temporadas, período conhecido como "A era Wick").
Em 1998, Carey passou a apresentar a versão norte-americana do programa de comédia de improviso Whose Line Is It Anyway? - a versão original, britânica, estreou em 1988 no Channel 4 e teve dez temporadas. A versão britânica era apresentada por Clive Anderson. A versão norte-americana durou oito temporadas, de 1998 a 2004, e foi exibida pela rede ABC. No Brasil, o programa foi exibido pelo canal pago Sony Entertainment Television. No programa, além de apresentar, Carey também participava de alguns jogos. A versão comandada por Carey era também um pouco mais dinâmico que a apresentada por Anderson.
Em 2001, Drew Carey faz uma aparição no jogo The Sims: Fazendo a Festa, da The Sims (série). Entre 2004 e 2005, Carey co-produziu e apareceu no programa Drew Carey's Green Screen Show, um spin-off de Whose Line Is It Anyway.